# Donald Lippert

Wappen von Donald Francis Lippert

Donald Lippert OFMCap (* 12. Juni 1957 in Pittsburgh, Pennsylvania, USA) ist Bischof von Mendi.

## Leben
Donald Lippert trat der Ordensgemeinschaft der Kapuziner bei und legte die ewige Profess am 20. August 1983 ab. Der damalige Koadjutorbischof von Saint Thomas, Seán Patrick O’Malley OFMCap, weihte ihn am 8. Juni 1985 zum Priester.
Am 22. November 2011 ernannte ihn Papst Benedikt XVI. zum Bischof von Mendi. Die Bischofsweihe spendete ihm der Erzbischof von Boston, Seán Patrick Kardinal O’Malley OFMCap, am 4. Februar des nächsten Jahres; Mitkonsekratoren waren William R. Fey OFMCap, Bischof von Kimbe, und Stephen Reichert OFMCap, Erzbischof von Madang.